# St. Nikolaus (Neumarkt)

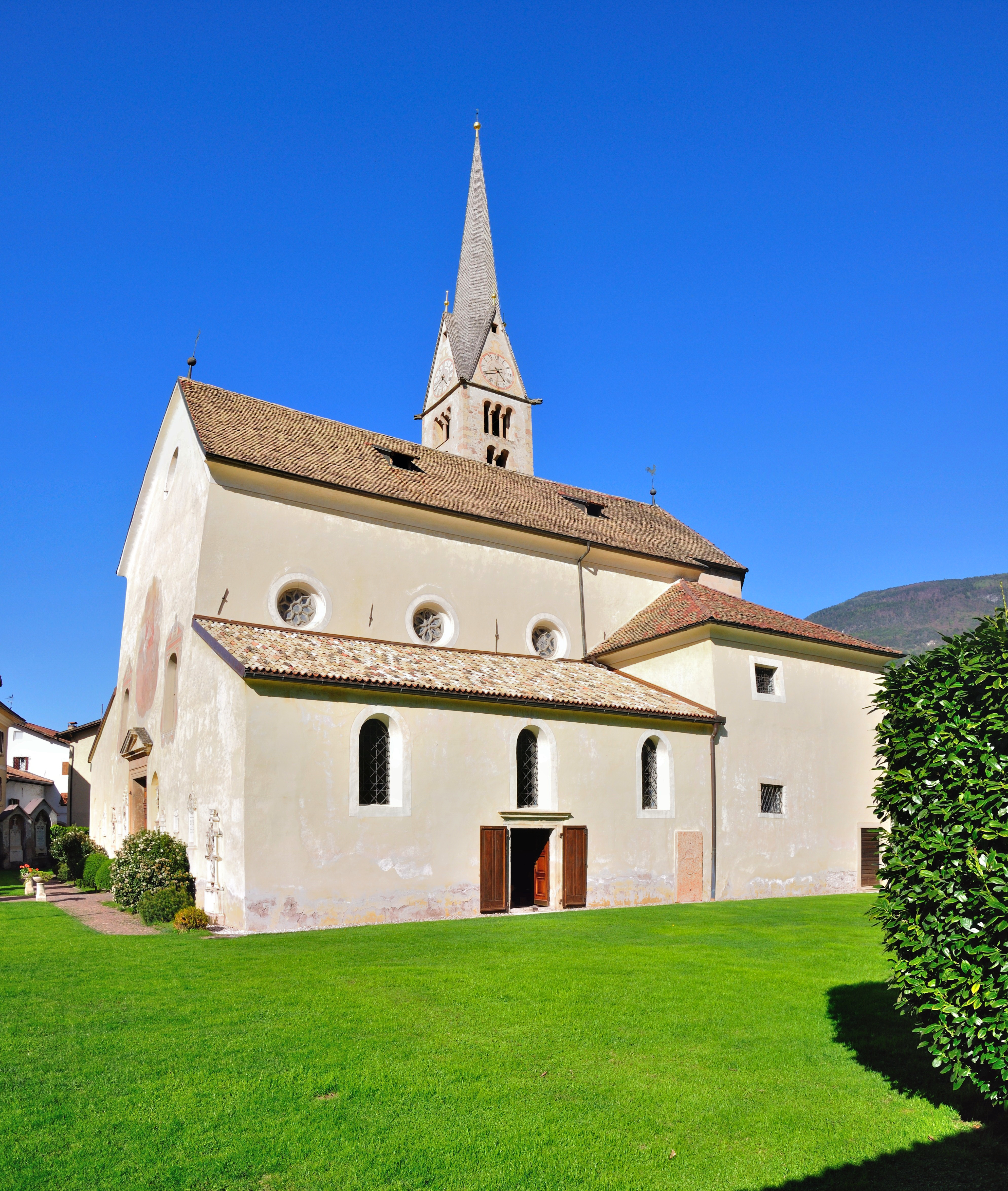
Seitenansicht vom Friedhof aus

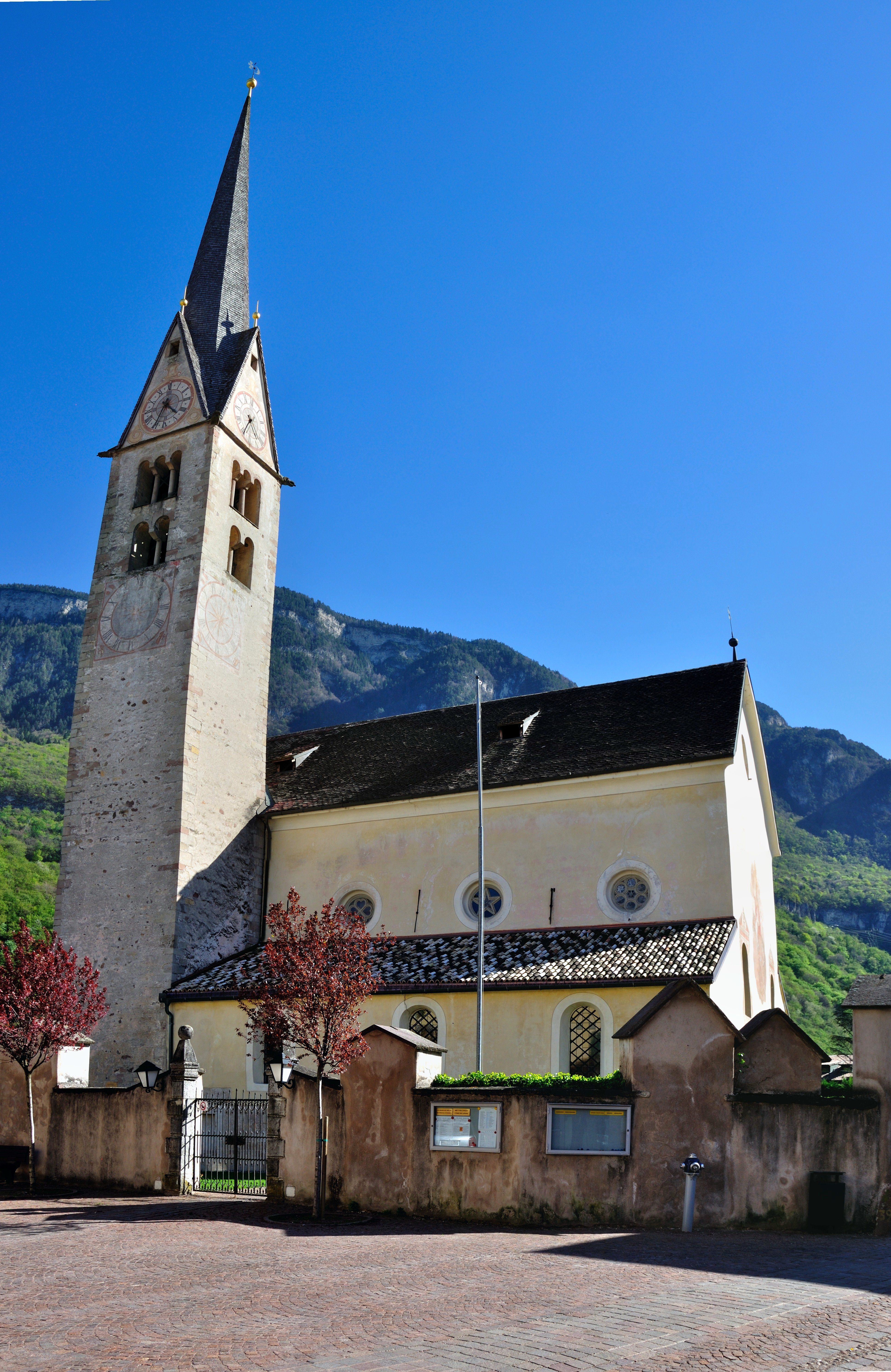
St. Nikolaus in Neumarkt

St. Nikolaus (und Gallus) ist die römisch-katholische Pfarrkirche und Hauptkirche von Neumarkt in Südtirol. Kirche und Friedhof steht seit dem 11. Juni 1976 unter Denkmalschutz.

## Geschichte
Möglicherweise steht das Gotteshaus auf den Grundmauern der romanischen, 1203 erwähnten Kirche St. Gallus. Später zum Nebenpatron verdrängt, etablierte sich der Heilige Nikolaus von Myra als Hauptpatron. Im 12. Jahrhundert verleibte man die ältere Pfarre Neumarkt dem Benediktinerkloster San Lorenzo in Trient ein. 1183 bestätigte eine päpstliche Urkunde die Besitztümer des Klosters, darunter auch die in "Egna". Die romanische Vorgängerkirche wurde bei dem verehrenden Ortsbrand 16. Oktober 1341 mit Ausnahme des Turms zerstört. Im 13. bis 14. Jahrhundert übertrug man den Sitz der Pfarre nach St. Peter in Auer, von wo aus Neumarkt seitdem seelsorgerisch mitbetreut wurde. Das heutige gotische Presbyterium errichtete 1412 der Steinmetzmeister Konrad aus Neumarkt. 1455 stiftete die Bürgerschaft zwei Messen in St. Nikolaus sowie eine tägliche Frühmesse. 1500 kam das spätgotische Langhaus mit einem Sternrippengewölbe hinzu, sowie 1645 die Seitenschiffe. 1631 garantierte ein Abkommen die eigenständige Seelsorge von Neumarkt, die pfarrlichen Rechte blieben jedoch in Auer. Für den Unterhalt des zweiten Priesters musste die Gemeinde selbst aufkommen. 1841 erhob man die Kuratie Neumarkt wieder zur eigenständigen Pfarrei. Das Dekanat Neumarkt besteht seit 1893.

## Beschreibung

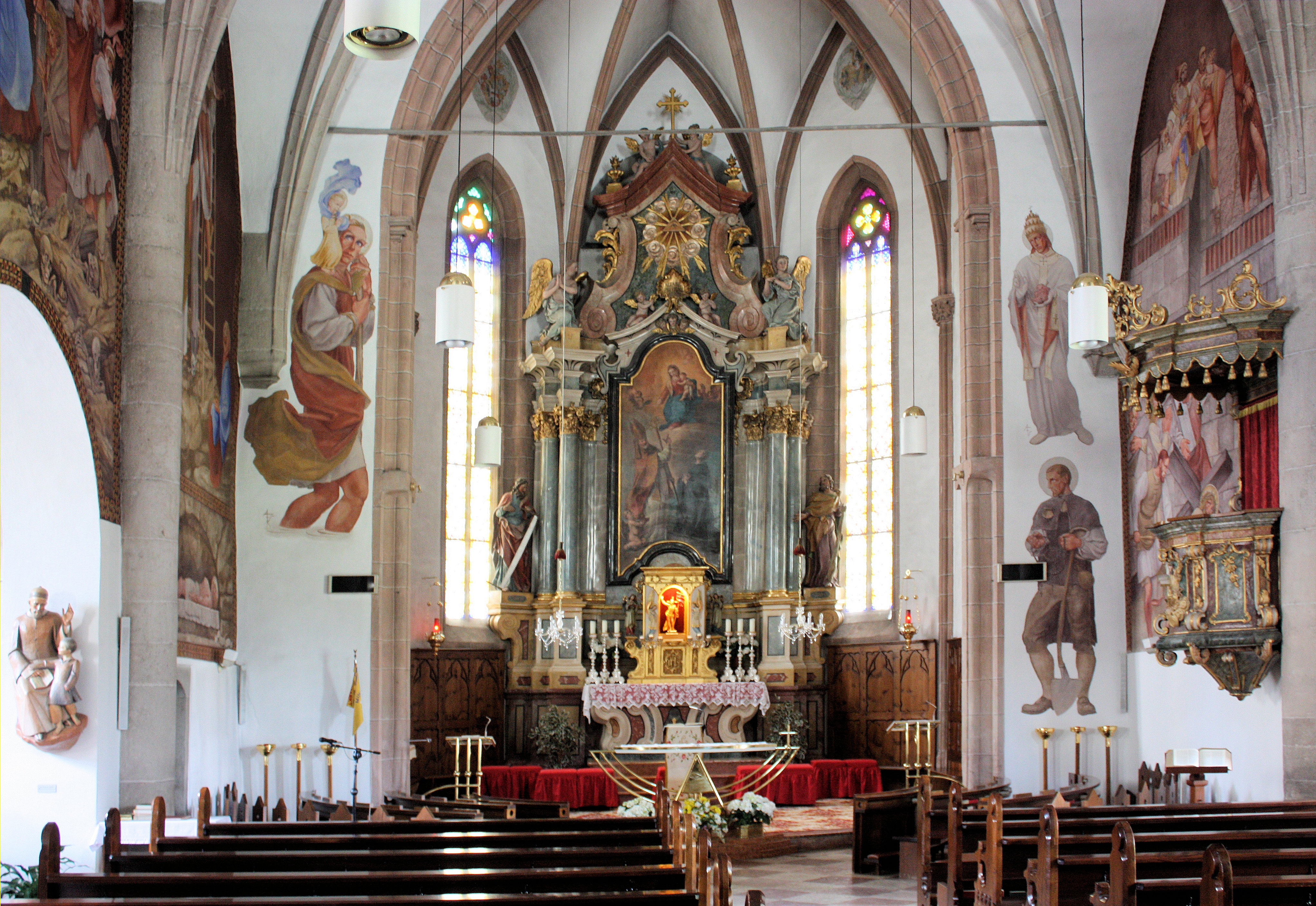
Innenraum

Der barocke Hochaltar wurde von Hannibal Bittner aus Kärnten bezogen. Das Hochaltarblatt, welches den Hauptpatron Nikolaus von Myra, den Nebenpatron Gallus, sowie darüber auf Wolken thronend Muttergottes mit Kind darstellt, schuf 1750 der italienische Maler Marco Antonio Vincenzi auf Bezahlung des damaligen Kirchenprobstes. 1986 legte man am Gewölbe des rechten Seitenschiffes hochgotische Fresken der Evangelisten frei. 1938 bemalte der Künstler Konrad Fasal aus Brixen die Wandflächen mit dem Kreuzweg Christi. Die Orgel fertigte 1893 der Orgelbauer Franz Reinisch aus Steinach. Die Kirche ist von einem alten Friedhof mit steinernen Umfassungsmauer umgeben.